# Červený Hrádok
Červený Hrádok (hongrois : Barsvörösvár) est un village de Slovaquie situé dans la région de Nitra.

## Histoire
Première mention écrite du village en 1386.

## Démographie

### Évolution de la population
| Année:               | 1994. | 2004.   | 2014.   | 2024.   |
| -------------------- | ----- | ------- | ------- | ------- |
| Nombre de personnes: | 425   | 435     | 407     | 442     |
| Différence:          |       | +2,35 % | -6,43 % | +8,59 % |

| Année:               | 2023. | 2024.   |
| -------------------- | ----- | ------- |
| Nombre de personnes: | 443   | 442     |
| Différence:          |       | -0,22 % |